# Галбмілліон Григорій Якович
Григорій Якович Галбмілліон (рос. Григорий Яковлевич Галбмиллион; нар. 25 квітня 1932, Москва, СРСР — пом. квітень 2002) — радянський футболіст та хокеїст, нападник та півзахисник. Майстер спорту СРСР.

## Життєпис
З 1948 року працював слюсарем на Кіровському заводі. Грав у хокей із шайбою за заводську команду, в сезоні 1951/52 — в чемпіонаті СРСР за «Дзержинець» (Челябінськ), у сезонах 1952/53 та 1953/54 — за БО (Ленінград). Потім став грати у футбол. Провів два матчі в чемпіонаті СРСР у складі ленінградського «Зеніту» — 25 квітня 1953 року вийшов на заміну у виїзному поєдинку проти «Динамо» Тбілісі (1:3), 24 квітня 1954 відіграв виїзний матч проти мінського «Спартака» (0:1). Згодом виступав за команди класу «Б»: «Харчовик» Одеса (1955), СКВО Львів (1955-1958), «Спартак» Станіслав (1958), «Трудові резерви» Ленінград (1959), «Полісся» Житомир (1960), «Енергія» Воронеж (1963).
У 1967-1968 - тренер в команді «Більшовик»/«Нева» (Ленінград).